# Parainocellia
Parainocellia és un gènere de rafidiòpters de la família Inocelliidae.
Parainocellia va ser descrita per primera vegada científicament per H. Aspöck i U. Aspöck el 1968.

## Taxonomia
El gènere Parainocellia inclou les següents espècies:
- Subgènere Amurinocellia:
  - Parainocellia calida  (H. Aspöck & U. Aspöck, 1973)
- Subgènere "Parainocellia":
  - Parainocellia bicolor  (A. Costa, 1855) 
  - Parainocellia braueri  (Albarda, 1891) 
  - Parainocellia burmana  (U. Aspöck & H. Aspöck, 1968) 
  - Parainocellia ressli  (H. Aspöck & U. Aspöck, 1965)